# Karolína Peake
Karolína Peake (výslovnost [piːk]IPA), rozená Karolína Kvačková (* 10. října 1975 Praha) je česká právnička a bývalá politička, od července 2011 do července 2013 místopředsedkyně vlády Petra Nečase, v jehož kabinetu zastávala devět prosincových dní roku 2012 funkci ministryně obrany.
Od července 2011 do prosince 2012 byla předsedkyní Legislativní rady vlády a předsedkyní Vládního výboru pro koordinaci boje s korupcí. Do dubna 2012 působila jako 1. místopředsedkyně Věcí veřejných, z nichž vystoupila podle vlastního vyjádření pro nespokojenost se sebereflexí strany a praktikováním politiky výhrůžek a ultimát. Bezprostředně poté oznámila vznik názorové platformy, která v květnu 2012 vyústila do vzniku nové politické strany LIDEM – liberální demokraté. Na ustavujícím sněmu strany se 3. listopadu 2012 stala její předsedkyní a na funkci rezignovala 8. srpna 2013, když se rozešla se stranickými kolegy při hlasování o důvěře Rusnokově vládě.
V roce 2010 se stala poslankyní Parlamentu, v dolní komoře zastávala funkci předsedkyně Ústavně-právního výboru a od 7. dubna 2011 do jmenování členem vlády také funkci předsedkyně stranického klubu. Její mandát skončil rozpuštěním Sněmovny v roce 2013. Následně se začala věnovat advokacii se specializací na rodinné a občanské právo.

## Vzdělání a profese
Vystudovala Gymnázium Nad Alejí v Praze 6. V roce 1999 obhájila na katedře finančního práva a financí Právnické fakulty Univerzity Karlovy v Praze pod vedením Eduarda Němečka magisterskou diplomovou práci s názvem Činnost Mezinárodní banky pro obnovu a rozvoj (Světová banka). Poté tři roky pracovala jako advokátní koncipientka v právní kanceláři Baker&McKenzie. Jako fyzická osoba podnikající dle živnostenského zákona se s přestávkami od září 1996 věnovala během mateřské a rodičovské dovolené překladatelské a tlumočnické činnosti. Od roku 2014 pracovala v pražské advokátní kanceláři jako koncipientka a poté začala vykonávat vlastní advokátní praxi.

## Politická kariéra

### ODS
V letech 1997–1998 byla členkou Občanské demokratické strany, kde však podle svých slov „nedostala absolutně žádný prostor dělat jakoukoliv reálnou politiku.“

### VV
Ke komunální politice se dostala v roce 2005, kdy zorganizovala petici za zachování Vojanových sadů v původní podobě, tento požadavek pak zastupitelstvo MČ Praha 1 přijalo v usnesení. Kvůli problematice dětských hřišť na Praze 1 se zúčastnila debaty strany Věci veřejné a Josef Dobeš jí pak nabídl spolupráci. Za tuto stranu byla v obecních volbách 2006 zvolena jako nezávislá kandidátka do zastupitelstva městské části Praha 1 a stala se členkou Kontrolního výboru zastupitelstva a několika komisí rady MČ Praha 1. Roku 2007 se stala členkou strany Věci veřejné.
Při kampani před parlamentními volbami 2009 zaujala billboardem „Kluky pusťte k vodě, volte naše holky“, na němž se s dalšími třemi členkami VV (Lenka Andrýsová, Kateřina Klasnová a Kristýna Kočí) objevila v plavkách. O půl roku později, při kampani před parlamentními volbami 2010, byla mezi šesticí členek VV, které nafotily sexy kalendář. Obě dvě kampaně si od části veřejnosti vysloužily kritiku za údajný laciný sexismus.
Po volbách v roce 2010 se stala poslankyní parlamentu; zvolena byla v Praze z druhého místa tamní kandidátky. Při sestavování Nečasovy vlády ji chtěl předseda strany Radek John nominovat na ministryni, vzhledem k rodinným povinnostem však nabídku odmítla. Ve sněmovně se věnovala především tvorbě a legislativnímu naplnění protikorupční strategie vlády a otázce reformy justice. Od července 2010 byla rok předsedkyní sněmovního ústavně právního výboru. V dubnu 2011, po vyloučení Kristýny Kočí ze strany a poslaneckého klubu VV, ji nahradila ve funkci předsedkyně klubu.
Dne 1. července 2011 byla prezidentem republiky jmenována předsedkyní Legislativní rady vlády a místopředsedkyní vlády Petra Nečase.

### LIDEM
Do 17. dubna 2012 působila jako 1. místopředsedkyně Věcí veřejných, z nichž vystoupila podle vlastního vyjádření pro nespokojenost se sebereflexí strany a praktikováním politiky výhrůžek a ultimát. Bezprostředně poté vytvořila se sedmi dalšími bývalými poslanci Věcí veřejných politickou platformu, která se po vypovězení koaliční spolupráce ODS, TOP 09 a VV k 27. dubnu, stala partnerem koaliční vlády Petra Nečase. Pro důvěru této vládě hlasovalo 27. dubna 105 ze 198 přítomných poslanců a Peake tak nadále zůstala ve funkci vicepremiérky. Na jaře 2012 proběhla transformace názorové platformy kolem Peake do nové politické strany LIDEM (liberální demokraté) a strana byla poté zaregistrována 29. května. Strana vznikla odchodem Karolíny Peake a části dalších politiků z Věcí veřejných, za které byli původně zvoleni do Poslanecké sněmovny.
Na začátku roku 2014 nezaplatila členské příspěvky pro stranu LIDEM a přestala tak být její členkou. Hlavním důvodem podle ní bylo směřování strany pod novou předsedkyní Dagmar Navrátilovou více doleva. Předtím ve volbách do Poslanecké sněmovny dala hlas Svobodným, protože je dle svých slov považuje za důvěryhodnou, skutečně pravicovou liberální stranu.

#### Ministryně obrany
Od 12. do 20. prosince 2012 zastávala funkci ministryně obrany. Ihned po svém nástupu odvolala tři klíčové muže bývalého vedení resortu, mezi nimi prvního náměstka, bývalého náčelníka generálního štábu a rovněž Vojenské kanceláře prezidenta republiky Vlastimila Picka. 20. prosince premiér Petr Nečas navrhl prezidentu republiky Václavu Klausovi její odvolání, ještě týž den Václav Klaus odvolání podepsal. Petr Nečas svůj krok zdůvodnil výraznými personálními změnami, které Peake provedla, ačkoli před uvedením do funkce tvrdila, že je neplánuje. Personální změny Karoliny Peake kritizoval také prezident Václav Klaus. Nečas dále uvedl, že Peake dokázala během týdne rozvrátit stabilizovaný resort, a tím ztratila jeho důvěru. „Má důvěra neklesla k nule, klesla do záporných hodnot,“ uvedl premiér. Klaus o vhodnosti Peake pro vedení resortu pochyboval ještě před jejím nástupem: „Nedokážu si představit, že se paní Peake stane přes noc odbornicí na armádu a vojáci, statní mužové, přijmou takovou dívenku“.

## Hlasování o důvěře Jiřímu Rusnokovi
V červnu 2013 vznikla vláda Jiřího Rusnoka z iniciativy prezidenta Zemana. ODS, TOP 09 a LIDEM deklarovali, že mají 101 hlasů potřebných k pokračování dosavadní Nečasovy vlády. Dne 7. srpna 2013, před hlasováním o důvěře Rusnokově vládě, však opustili dva poslanci ODS Tomáš Úlehla a Jan Florián sněmovnu, načež tak učinila i Peake. Vládě důvěra vyslovena nebyla, absencí výše zmíněných poslanců však koalice přišla o většinu 101 hlasů, a koalice de facto zanikla.

## Rodina
Jejími rodiči jsou Petr a Radka Kvačkovi, otec je právník, matka vystudovala FAMU, ale pracuje jako novinářka. Má bratra Jakuba. Rod Šebků, ze kterého pochází její matka, vlastní Velkopřevorský mlýn na Čertovce, v němž Kvačkovi dodnes bydlí. Mlýn před druhou světovou válkou koupil pradědeček Karolíny Peake, Otakar Šebek, který již před tím vlastnil mlýn v Pátku nad Ohří. O oba mlýny rodina po nástupu komunistů přišla, částečně je pak získala zpět v restituci v 90. letech. V roce 1999 se Karolína Kvačková provdala za Charlese Peaka, Australana česko-čínského původu. S manželem se seznámila v roce 1995, když přijel pracovat do Česka a ona jako studentka o prázdninách učila cizince češtinu. Mají spolu dva syny, Sebastiana a Theodora. Těm se věnovala na celkem pětileté rodičovské dovolené, během níž s dalšími matkami z Prahy 1 spoluzaložila mateřské centrum.

## Kritika
Podle serveru Česká pozice zatajila v majetkovém přiznání z roku 2010 příjem více než 18 milionů z prodeje domu, který spolu s manželem vlastnili v pražské čtvrti Troja. Peake se nařčení bránila s tím, že nešlo o úmyslné zatajení, ale o chybu v majetkovém přiznání, vzniklou neznalostí účetní. Částku přiznala dodatečně.